# إيوانيس جاجالوديس
إيوانيس جاجالوديس (باليونانية: Γιάννης Γκαγκαλούδης)‏ مواليد 22 أغسطس 1978 في أثينا، هو لاعب كرة سلة يوناني. بدأ مسيرته الاحترافية في سنة 1998. يحمل الرقم 10. يبلغ طوله 6 قدم 3.75 بوصة (1.9 م).

## المسيرة الاحترافية
لعب مع نادي دافنيس لكرة السلة من سنة 1999 إلى 2001، ثم لعب مع نادي أريس لكرة السلة من سنة 2001 إلى 2003، ثم لعب مع نادي باناثينايكوس لكرة السلة في موسم 2003–2004، ثم لعب مع نادي إيه إي كي لكرة السلة في موسم 2006–2007، ثم لعب مع فيرتوس روما في الدوري الإيطالي في سنة 2008، ثم لعب مع نادي أوليمبياس باتراس لكرة السلة في موسم 2009–2010.

## الإنجازات
- الدوري اليوناني لكرة السلة : (2004)
- كأس تونس لكرة السلة الفوز: (2013)
- بطولة تونس لكرة السلة للرجال : (2013)
- الدوري اليوناني لكرة السلة: (2015)

## روابط خارجية
- إيوانيس جاجالوديس على موقع الدوري الأوروبي لكرة السلة (الإنجليزية)
- إيوانيس جاجالوديس على موقع كرة السلة الأوروبية.كوم (الإنجليزية)
- إيوانيس جاجالوديس على موقع ريلجم (الإنجليزية)
- إيوانيس جاجالوديس على موقع سبورتس رفرنس (الإنجليزية)